# Crinocraspeda
Crinocraspeda is een geslacht van vlinders van de familie spinners (Lasiocampidae).

## Soorten
- C. excisa Wileman, 1910
- C. guttata Matsumura, 1908
- C. torrida (Moore, 1879)